# Berkan Kutlu
Berkan İsmail Kutlu (sinh ngày 25 tháng 1 năm 1998) là một cầu thủ bóng đá chuyên nghiệp thi đấu ở vị trí tiền vệ cho câu lạc bộ  Galatasaray. Sinh ra ở Thụy Sĩ, anh đại diện cho đội tuyển quốc gia Thổ Nhĩ Kỳ.